# Som Energia
Som Energia  es una cooperativa de producción y consumo de energías renovables catalana, extendida a otras zonas de España y con sede en el Parque Científico y Tecnológico de la Universidad de Gerona. La organización, sin ánimo de lucro, nació oficialmente el 11 de diciembre de 2010 en Gerona, convirtiéndose así en la primera de este tipo fundada en España.
El proyecto de creación de la cooperativa se inició en noviembre de 2009 por un grupo de antiguos alumnos y profesores de la Universidad de Gerona y otros colaboradores, con la intención de seguir los pasos de iniciativas como Ecopower (Bélgica), Enercoop (Francia) y Greenpeace Energy (Alemania).
Los principales objetivos de esta cooperativa son ofrecer a sus socios la posibilidad de consumir energía 100% renovable a un precio similar al de la electricidad convencional (desde el 1 de octubre de 2011, convirtiéndose en el primer distribuidor de energía renovable con sede en Cataluña, así como desarrollar proyectos rentables de energías renovables.
En mayo de 2025 la cooperativa cuenta más de 86.000 socios, principalmente en Cataluña, pero también repartidos por toda la geografía española y más de 118.000 contratos de electricidad.
Recibió el premio Martí Gasull i Roig del 2018 por su compromiso con la lengua catalana. En la Assamblea General del 2019 aprobó una moción con relación al uso de las cuatro lenguas en el seno de la cooperativa. Posteriormente, en la Asamblea General del 2022, reafirmó su compromiso con la normalización de la diversidad lingüística al garantizar que todas las personas puedan expresarse en su lengua y poner los medios para que el resto pueda entenderlo.
En el año 2021 Som Energia generó 24,60 GWh/año, lo que supone un 0,0092361% de la electricidad que se generó durante el año 2021 en España.

## Participación

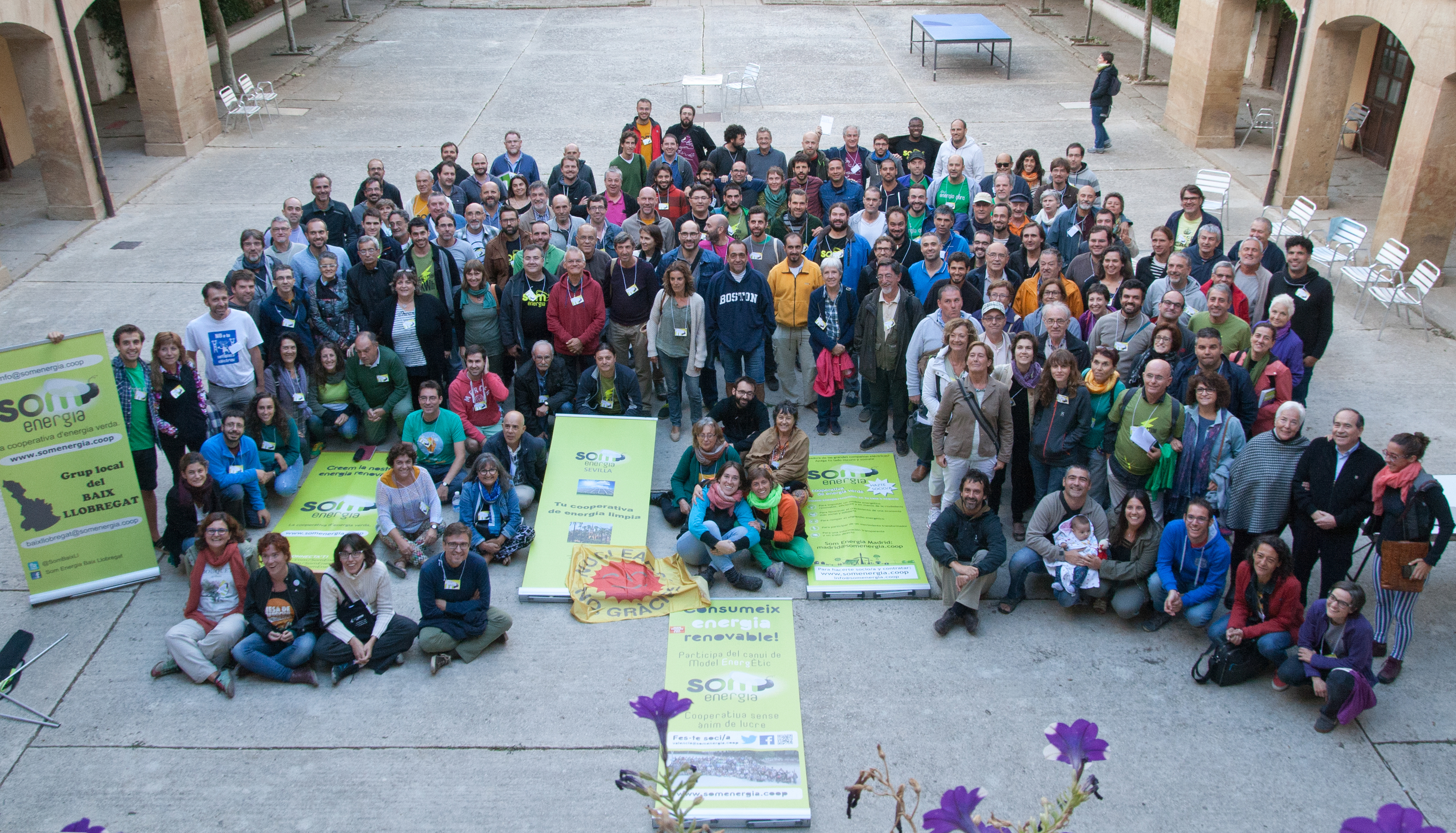
Participantes en la escuela de septiembre de Som Energia de 2016 en Beire (Navarra).

La cooperativa dispone de un número importante de socios que colaboran voluntariamente en el desarrollo del proyecto, organizados en grupos locales y comisiones de trabajo, abiertas a cualquiera de sus miembros.
Los grupos locales se encargan de promover el proyecto y concienciar sobre la necesidad de una transición energética a fuentes renovables basada en participación social por todo el país mediante presentaciones, buscando proyectos de energías renovables alrededor de la propia zona geográfica, etc. En mayo de 2025 existían 54 grupos locales repartidos por la geografía española, estando radicados un gran número de ellos en Cataluña.
Las comisiones de trabajo se organizan alrededor de temas determinados, como la comercialización de electricidad, proyectos (energía solar fotovoltaica, energía eólica...), comunicación, educación, etc.
Hay dos puntos de encuentro anuales entre socios: la escuela de septiembre que consiste en unas jornadas dedicadas a la formación y discusión sobre cooperativismo energético, y el encuentro de grupos locales.

## Proyectos de energías renovables
La mayoría de los proyectos de la cooperativa son fotovoltaicos, contando asimismo con una planta de biogás y una minihidroeléctrica, pero también se apuesta por la biomasa y se estudian proyectos eólicos de pequeña envergadura. Los proyectos se financian a partir de inversiones que hacen los propios socios cooperativistas, mediante participación voluntaria al capital social o títulos participativos. En abril de 2012 se abrió la primera captación de capital, logrando los 3,5 millones de euros fijados como objetivo el mes de marzo de 2013, gracias a las inversiones de 794 socios. En octubre de 2017 se abrió nuevamente la participación en el capital social de la cooperativa con un objetivo de 5 millones de euros que también fue conseguido. A fecha de 2019 la compañía genera 17 GWh/año gracias a sus instalaciones.

### Generación fotovoltaica

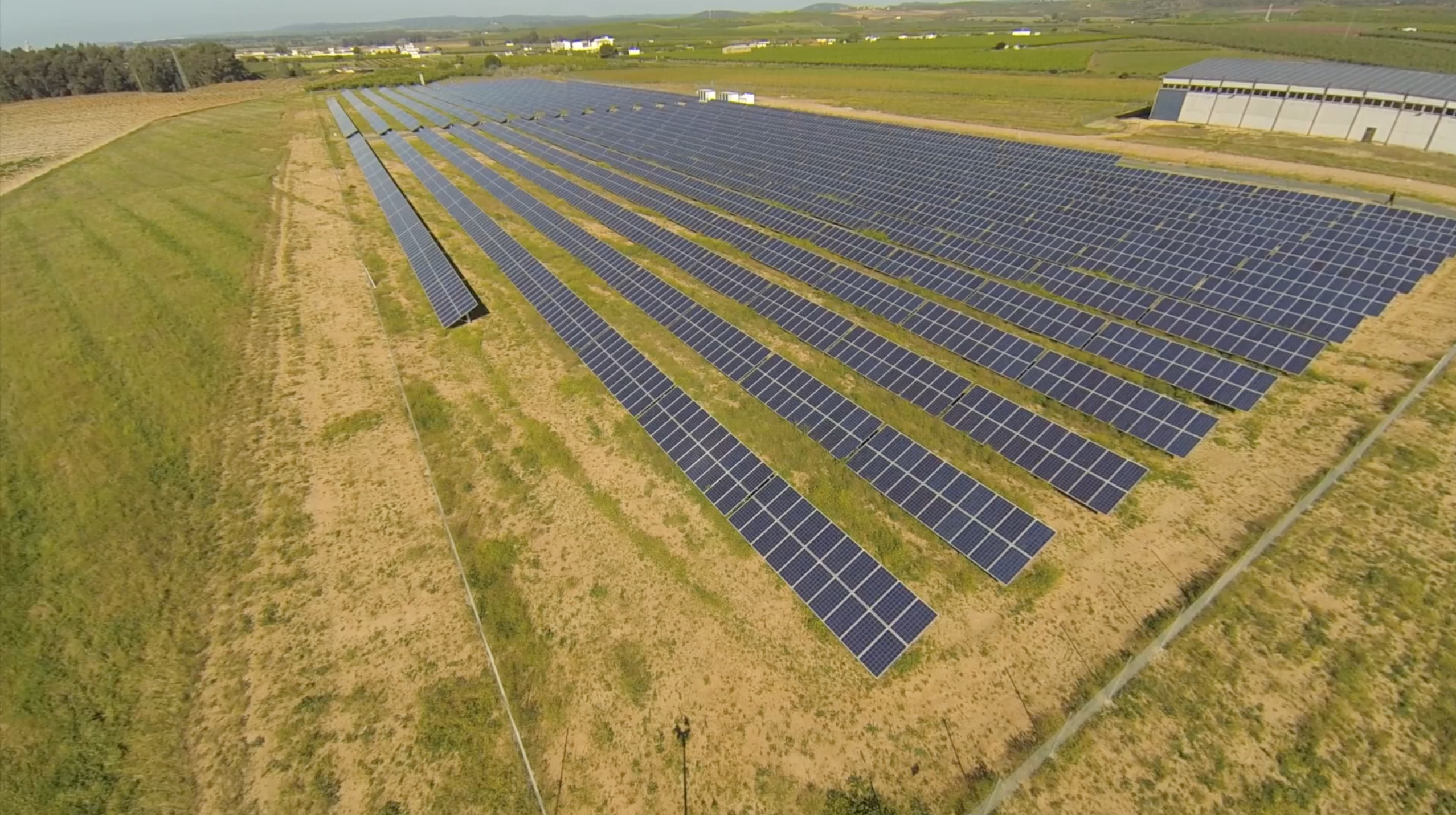
Planta fotovoltaica de Alcolea del Río (Sevilla) promovida por Som Energia, la primera del país construida y operada sin ayuda pública. Con una potencia instalada de 2 160 kWp, entró en funcionamiento en abril de 2016 tras una inversión de más de 2 millones de euros

- Lérida. En marzo de 2012 se puso en funcionamiento el primer proyecto de generación de energía renovable de la cooperativa. Consistía en un tejado fotovoltaico de 103,87 KWp instalado en una nave industrial de Lérida, con la previsión de producir 140.000 kWh al año.[26]

- Riudarenas. En agosto de 2012 se conectó una red de tres instalaciones fotovoltaicas en tejados municipales en el pueblo con la previsión es producir 86.000 kWh al año.[27]

- Manlleu. En marzo de 2013 se conectó una red de 190 kWp provenientes de una instalación fotovoltaica situada en tejados municipales de Manlleu con la previsión de generar 270.000 kWh al año.[28]

- Torrefarrera. En marzo de 2013 se conectó una instalación fotovoltaica de 90 kWp en tejados municipales con la previsión de generar 140.000kWh al año.[29]

- Picaña. En marzo de 2013 se conectó la instalación fotovoltaica más grande del momento. Un tejado fotovoltaico de 290 kWp en un polígono industrial de Picaña, que produce unos 512.000 kWh al año.[30]

- Alcolea del Río. En 2016, ante las trabas gubernativas a la generación renovable, por medio del sistema de autoproducción compartida se conectó una planta fotovoltaica de 2.160 kWp en la localidad sevillana de Alcolea de Río.

### Cogeneración con biogás
- Torregrosa. En julio de 2013 se pone en funcionamiento la primera instalación de este tipo de la cooperativa, una planta de cogeneración a partir de biogás de 500 kW. El biogás se produce a partir de la fermentación de purines y otros residuos orgánicos. Esta instalación tiene la capacidad de generar 499 kW (eléctricos) y 540 kW (térmicos); la producción anual estimada es de 3.992 MWh/año (eléctricos) y 4.320 MWh/año (térmicos) además de tratar al año 27.000 toneladas de purines.[31]

### Hidroeléctrica
En 2015 la cooperativa cerró con éxito una emisión de capital social voluntario para la compra de la pequeña central hidroeléctrica de Valteína de 1 MW, en Peñafiel (provincia de Valladolid). La campaña constituyó un éxito pues se recogieron 800.000 euros en menos de 2 horas. A partir del año siguiente, en virtud del ofrecimiento de Som Energia para compartir propiedad y gestión de la misma, la cooperativa EnergÉtica se hace con cerca del 20% de la central.

### Biomasa
- Tordera. En enero de 2013 se puso en funcionamiento la primera instalación no fotovoltaica de la cooperativa, una caldera de biomasa de 80 kW que funciona con astillas forestales. Es un proyecto en colaboración con la Fundación Plataforma Educativa de Gerona, que será la propietaria de la instalación una vez que Som Energia recupere la inversión realizada.[32]

## Premios
2011
- Premio Eurosolar España en la categoría "organizaciones locales o regionales de apoyo a las energías renovables".[33]

2012
- Premio Eurosolar Europa en la categoría "organizaciones locales o regionales de apoyo a las energías renovables".[34]
- Premio Medio Ambiente, en la categoría "Iniciativas de protección y mejora del entorno".[35]

2013
- Premio EcoSi Reconocimiento a las personas, empresas y entidades que trabajan en fomentar la cultura ecológica.[36]
- Premio Alzina Reconocimiento del Grupo Balear de Ornitología y Defensa de la Naturaleza (GOB) a aquellas personas o entidades respetuosas con la cultura y el medio ambiente.[37]

2014
- VI Premios EnerAgen Premios Nacionales de Energía EnerAgen otorgados por la Asociación de Agencias Españolas de Gestión de la Energía.[38]
- UPEC (Universidad Progresista de Verano de Cataluña) por la voluntad de cambiar el modelo energético y visibilizar los problemas del modelo actual.
- Premio del Público de la REAS.

2018
- VI Premio Martí Gasull i Roig a la ejemplaridad en la defensa de la lengua catalana.[39]